# Kultivar
Kultivár je z namernim izborom vzgojena rastlina, ki ima želene uporabne (na primer zelenjava) ali dekorativne (cvetice) lastnosti. Kultivarji imajo posebno ime z namenom razločbe od ostalih rastlin iste vrste, ki pa teh določenih lastnosti nimajo. Pri razmnoževanju se lastnosti ohranijo. 
Poimenovanje mora biti v skladu z Mednarodnim kodeksom poimenovanja kultiviranih rastlin (angl. International Code of Nomenclature for Cultivated Plants, ICNCP).
Izraz je skoval Liberty Hyde Bailey iz dveh angleških besed: cultivated (kultiviran) in variety (različica).